# Jacek Urbański
Jacek Urbański (ur. 13 sierpnia 1960 w Żarach) – polski urzędnik samorządowy i menedżer, od 2024 członek zarządu województwa lubuskiego.

## Życiorys
Syn Kazimierza i Janiny. Absolwent historii w Wyższej Szkole Pedagogicznej w Zielonej Górze. Przez ponad 20 lat pracował w Zielonogórskim Rynku Rolno-Towarowym, zajmując stanowiska członka i prezesa zarządu (to ostatnie przez 13 lat). W 2017 odwołano go dyscyplinarnie z zajmowanej funkcji, następnie zatrudniony jako dyrektor Lubuskiego Centrum Produktu Regionalnego. Został także m.in. przewodniczącym rady nadzorczej Kostrzyńsko-Słubickiej Specjalnej Strefy Ekonomicznej i wspólnikiem spółki prawa handlowego. Wstąpił do Polskiego Stronnictwa Ludowego, zasiadł w zarządzie wojewódzkim partii. 20 maja 2024 wybrany na stanowisko członka zarządu województwa lubuskiego.